# Xyliphius barbatus
Xyliphius barbatus är en fiskart som beskrevs av Alonso de Arámburu och Arámburu 1962. Xyliphius barbatus ingår i släktet Xyliphius och familjen Aspredinidae. Inga underarter finns listade i Catalogue of Life.